# Zobowiązania krótkoterminowe
Zobowiązania krótkoterminowe – ogół zobowiązań z tytułu dostaw i usług (bez względu na termin zapłaty), a także całość lub tę część pozostałych zobowiązań o terminie wymagalności nie dłuższym niż 12 miesięcy od dnia bilansowego.